# Mittelwertfreiheit
Die Mittelwertfreiheit ist eine Voraussetzung, die häufig in der Signalanalyse für die Autokorrelationsfunktion gebraucht wird.
Sie ist definiert durch: Sei X eine Menge von N Werten, dann heißt X mittelwertfrei, wenn das arithmetische Mittel dieser Werte Null ist, d. h.
{\displaystyle m_{X}={\frac {1}{N}}\sum _{i=1}^{N}x_{i}=0}.
Anschaulich gesprochen ist ein Signal mittelwertfrei, falls die auftretenden Signalwerte gleichmäßig um Null gestreut sind.
Eine Zufallsvariable X ist mittelwertfrei, wenn ihr Erwartungswert Null ist: {\displaystyle \mathbb {E} [X]=0}.
Siehe auch: Mittelwert